# Definitiones Generum Plantarum
Definitiones Generum Plantarum (abreviado Def. Gen. Pl., ed. 3.) es un libro con ilustraciones y descripciones botánicas que fue escrito por el médico, briólogo, micólogo y botánico polaco-alemán Georg Rudolf Boehmer y publicado en el año 1760.